# Korina Rivadeneira
Luz Celia Korina Rivadeneira Arcila (Valencia, 23 de noviembre de 1991) es una modelo, actriz y personalidad de televisión venezolana que ha desarrollado la mayor parte de su carrera en el Perú, participando en diferentes programas de dicho país.

## Biografía
Luz Celia Korina Rivadeneira Arcila nació el 23 de noviembre de 1991 en la ciudad de Valencia. Estudió la carrera de Arquitectura sin llegar a concluirla. Fue concursante del certamen de belleza local Miss Teen Venezuela en representación de su ciudad natal y accedió al concurso internacional Miss Teen World en 2009, se convirtió en la ganadora de la edición. En ese año, Rivadeneira estableció su radicación en el Perú para pasar sus vacaciones.
Tiempo después, inicia a trabajar como modelo firmando para la agencia de Richard Dulanto, teniendo algunas participaciones en desfiles de moda como representante de la dicha entidad. Gracias a ello, le permitió a Rivadeneira emprender una carrera televisiva en el dicho país, haciendo su debut de manera oficial en 2011 con el programa concurso peruano Habacilar, por la intervención del productor Peter Fajardo, como parte del personal de modelos, retomando el rol en el programa derivado, Esto es Habacilar, el año 2022. Tras el final de Habacilar, Rivadeneira inició su etapa en la actuación en el año 2012, sumándose como rol principal en la teleserie Al fondo hay sitio, interpretando a Abigail Chávez, la enamorada temporal de Nicolás de las Casas. Y, al año siguiente, tuvo una breve participación en la otra ficción Mi amor, el wachimán, como Yolanda, la amiga del protagonista Salvador Gutiérrez Huanca.
Además, Rivadeneira fue propuesta para participar en el teatro con la obra Akaloradas; pero fue descartada, siendo reemplazada por la actriz y modelo peruana Lucía Oxenford, la hija de Yvonne Frayssinet, quien protagonizaría el proyecto. Fue parte del extinto programa de telerrealidad Combate en 2014 por algunas temporadas consecutivas en el rol de competidora y posteriormente, en el otro formato Esto es guerra entre los años 2015 y 2021 con el mismo rol. Además, se sumó a los repartos principales de la película peruana La herencia en el año 2015 como la mucama Cenaida, siendo éste su debut cinematográfico, la telenovela Princesas en 2021 como Catalina Palacios e interpretó su primer tema musical, «Mueve tus caderas», para un espectáculo infantil el año 2015, presentándose en el centro comercial Megaplaza. Prestó su colaboración con el artista DJ Gelv para el sencillo «La noche no termina» en 2017 y participó en la película ¿Quién dijo Detox? el año 2022, protagonizando con su personaje de Camucha de Romaña. Tuvo un cameo junto con su esposo, el piloto de carreras y cantante peruano Mario Hart, en la película La peor de mis bodas 2, como ella misma.
Rivadeneira concursa en el programa de telerrealidad de baile Reinas del show en 2021, donde se convirtió en la ganadora de la temporada y fue participante del programa culinario peruano El gran chef famosos en 2023 llegando a la semifinal sin éxito. Seguidamente, protagonizó la obra navideña peruana Navidad al lado de Germán «Manchi» Ramírez en 2021.[cita requerida]
En el año 2023, Rivadeneira asumió el protagónico de la cinta de comedia romántica peruana Un matrimonio inesperado, compartiendo el rol al lado de Renzo Schuller, donde hizo del papel de Valeria, una mesera venezolana, quien conoce al dueño del hotel y se casa con él para permanecer en Perú, algo que en las redes sociales señalan que es parecido a su problema inmigratorio en el año 2017. Fue parte del reparto principal de la telenovela Súper Ada al año siguiente.
En 2025, fue convocada para presentar el programa de medianoche Desvelados en América Televisión.

## Filmografía

### Televisión
| Año       | Título               | Rol               | Notas                         | Ref.             |
| --------- | -------------------- | ----------------- | ----------------------------- | ---------------- |
| 2011      | Habacilar            | Ella misma        | Modelo (debut televisivo)     | [ 22 ]           |
| 2012      | Esto es guerra       | Ella misma        | Invitada especial             | [cita requerida] |
| 2012      | Al fondo hay sitio   | Abigail Chávez    | Rol antagónico recurrente     | [ 23 ] [ 5 ]     |
| 2013      | Mi amor, el wachimán | Yolanda           | Rol de participación especial | [ 6 ]            |
| 2013      | El gran show         | Ella misma        | Participante                  | [cita requerida] |
| 2014-2015 | Combate              | Ella misma        | Competidora                   | [ 9 ]            |
| 2016-2021 | Esto es guerra       | Ella misma        | Competidora                   | [ 10 ]           |
| 2019      | Reinas del show      | Ella misma        | Participante (segundo puesto) | [cita requerida] |
| 2021      | Reinas del show      | Ella misma        | Participante (primer puesto)  | [ 24 ] [ 17 ]    |
| 2021      | Princesas            | Catalina Palacios | Rol antagónico principal      | [ 25 ]           |
| 2022      | Esto es Habacilar    | Ella misma        | Modelo                        | [ 4 ]            |
| 2023      | El gran chef famosos | Ella misma        | Participante (semifinalista)  | [ 18 ]           |
| 2024      | Súper Ada            | Macarena Williams | Rol antagónico reformada      | [ 26 ]           |
| 2025      | Nina de azúcar       | Mía               | Rol recurrente                | [ 26 ]           |
| 2025      | Desvelados           | Ella misma        | Presentadora                  | [ 21 ]           |

### Cine
| Año  | Título                   | Rol               | Notas                                 | Ref.             |
| ---- | ------------------------ | ----------------- | ------------------------------------- | ---------------- |
| 2015 | La herencia              | Cenaida           | Rol principal (debut cinematográfico) | [ 11 ]           |
| 2016 | ¿Quién soy yo?           | Una de las chicas | Rol central                           | [cita requerida] |
| 2018 | ¡Qué difícil es amar!    |                   | Rol central                           | [cita requerida] |
| 2019 | Intercambiadas           |                   | Rol secundario                        | [cita requerida] |
| 2019 | La peor de mis bodas 2   | Ella misma        | Cameo                                 | [ 16 ]           |
| 2021 | ¿Quién dijo Detox?       | Camucha de Romaña | Rol protagónico                       | [ 15 ]           |
| 2023 | Un matrimonio inesperado | Valeria           | Rol protagónico                       | [ 27 ] [ 19 ]    |

### Teatro
| Año  | Título  | Rol | Notas           | Ref.             |
| ---- | ------- | --- | --------------- | ---------------- |
| 2021 | Navidad |     | Rol protagónico | [cita requerida] |